# Стара Рафалівка
Стара Рафа́лівка — село в Україні, у Вараській громаді Вараського району Рівненської області. Населення становить 435 осіб.

## Географія
Селом протікає річка Стир.

## Історія
Роком заснування Старої Рафалівки (на той час — Рафалівки) вважається 1647 рік. У 1663—1665 роках Рафалівкою володів гетьман Правобережної України Павло Тетеря, який домігся для Рафалівки привілею на магдебурзьке право та проведення щорічних чотирьох ярмарків і торгу. Це сприяло економічному росту містечка.
У 1783 році на кошти пана Рафаїла Романовського в місті було збудовано мурований римо-католицький костел.
До польських національно-визвольних рухів це було приватновласницьке містечко Нарциза Олізара, але в 1831 році спалахнув польський заколот, у якому він брав участь, за що усі маєтки графа, в тому числі і містечко Рафалівка, були конфісковані і перейшли у власність Російської імперії. Поляки були виселені зі своїх земель, а костел переданий у користування православним жителям Рафалівки. Нині він є Свято-Миколаївською церквою.
Наприкінці ХІХ ст. в Рафалівці проживало менше 1000 жителів, було декілька єврейських молитовних будинків, церква та парафіяльна каплиця Володимирецького костелу (знищений у 1966 році).
Після побудови залізниці у 1902 році та утворення населеного пункту довкола роз'їзду Полиці розвиток містечка припинився. За довоєнних польських часів центр гміни був перенесений з Рафалівки у іншу Рафалівку, через що у 1946 році для відмінності від селища Рафалівка, котре виникло навколо залізничної станції, містечко отримало нову назву — Стара Рафалівка.
29 серпня 1942 року поблизу села на Баховій горі розстріляли майже усіх євреїв (близько 3 тисяч чоловік). Третині з них в день розстрілу вдалося втекти в ліси, в наступні дні німецька поліція добивала людей по лісах.
Рафалівка була дотла спалена Червоними партизанами 13 жовтня 1943 року.
Репресії партизан проти населення почалися ще 1942-го року, тобто до розгортання УПА. Загін радянських партизан базувавсь поблизу сіл Галузія та Серхів Маневицького району і часто навідувались до Старої Рафалівки. Партизани називали себе партизанами «дяди Пети (рос.)» — полковника Антона Бринського, або ж «петрівцями».
За свідченням жительки м. Луцька Сидорчук Раїси Григорівни, яка народилася в 1924 р. у Старій Рафалівці: «залишилось від містечка село на декілька хат. Петрівці знали, у якій хаті чим можна поживитись, а також і те, що основні сили УПА на той час його залишили, і тому можна було показати свій „героїзм“. Такими вони мені й запам'ятались, ті „петрівці“: на конях, п'яні, завжди готові безжалісно вбивати „врагов и предателей народа“ і грабувати „во имя победы над фашизмом“».
Підсумок терору радянських партизан: спалене велике село, вбито 60 людей (за іншими свідченнями 73 особи), з яких лише восьмеро члени ОУН.
Полковнику Антону Бринському, після знищення його головорізами Старої Рафалівки, 4 лютого 1944 року присвоєне звання Героя Радянського Союзу з врученням медалі «Золота Зірка» (№ 3349).
Почесний громадянин Луцька (ухвала Луцької міської ради від 7 жовтня 1971 року, № 411) . Позбавлений цього звання 29 серпня 2018 року.

## Населення
За переписом населення 2001 року в селі мешкало 435 осіб.

### Мова
Розподіл населення за рідною мовою за даними перепису 2001 року:
| Мова       | Кількість | Відсоток |
| ---------- | --------- | -------- |
| українська | 428       | 98.39%   |
| російська  | 7         | 1.61%    |
| Усього     | 435       | 100%     |

## Історія бібліотеки села Стара Рафалівка
З давнини мешканці села розвивали і доповнювали свої культурні надбання. Але найвагоміші були серед них були книги.
Перебуваючи під владою Польщі, згадують старожили, у селі нараховувалось три хати — читальні, де поряд із польськими книгами була й українська література. Українські книги найбільше користувалися популярністю, їх читали і перечитували, дуже старанно передавали один одному, часто ховаючи від польських властей. Особливо цікавилась молодь українською літературою.
У кінці 1930-х на початку 1940-х років, коли добру частину села займали євреї, у селі розмістилося 2 єврейські хати-читальні. Скільки книг нараховували — ніхто не пам'ятає.
У роки німецько-радянської війни у селі продовжували діяти хати –читальні, які розміщувались у приватних будиночках. Там збиралась молодь і вголос читались твори Шевченка, Лесі Українки, Івана Франка та інші твори. Одну із хат-читалень очолювали сестри Ольга та Валентина Богомаз, які потім через те, що доносили рядки із творів українських письменників і поетів людям, були по-звірячому вбиті.
Жителі пам'ятають, що у 1946 році в Старій Рафалівці була організована бібліотека, яка налічувала понад 500 примірників книг та журналів. Бібліотекарем був Кальковець Микола Степанович, який проживав в селі. Бібліотека знаходилась у житловому будинку бібліотекаря.
В 1950-х роках бібліотеку було перенесено в інший будинок, до Канадюка Михайла. Бібліотекарем в той час працював Федінчик Опанас Корнійович а фонд бібліотеки нараховував 2000 примірників книг та журналів. Попрацювавши декілька років в бібліотеці, він передає книжковий фонд Кедич Валентині Анатоліївні.
В 1960-х роках бібліотека була перенесена в окреме приміщення. Після закінчення Київського інституту культури в 1962 році прийняла бібліотеку Ткач Олена Юхимівна. Бібліотека нараховувала 5000 тисяч примірників книг. У 1964 році бібліотеку було перенесено в інше приміщення, стару єврейську хату, яка збереглась і досі.
У цьому приміщенні пропрацювала Олена Юхимівна 30 років. Старенька хата перетворилась в чудові книгозбірню, яка вміщала у себе до 15000 тисяч примірників. Скільки читачів перейшло, скільки книг перечитано, скільки виставок і читацьких конференцій проведено! Олена Юхимівна була дуже дисциплінованим бібліотекарем, часто проводила заходи, не один раз бібліотекар із новинками навідувалась у трудові колективи та до дітей. Читачів в бібліотеці було багато — діти ніколи не обминали бібліотеку.
В 1992 році бібліотеку передано спеціалісту Карпач Ганні Кирилівні, яка працює по даний час в бібліотеці.
У 1994 році бібліотеку перенесено у нове просторе приміщення — приміщення колишнього побутового комбінату, із 5-ти кімнат. Світлі кімнати, читацький зал приваблює читачів, книжковий фонд бібліотеки постійно поповнюється і на даний час бібліотека налічує понад 15000 примірників книг та журналів.
З 2002 року сільську бібліотеку об'єднано зі шкільною бібліотекою і утворено публічно — шкільну бібліотеку.
У 2007 році в бібліотеку придбано комп'ютер, на якому працюють читачі, друкують реферати. У бібліотеці працює система ІРБІС на допомогу навчальному процесу.
За підтримки Володимирецької районної ради, районної державної адміністрації, відділу культури і туризму райдержадміністрації у 2008 році в бібліотеці створено медіа-центр: придбано 2 комп'ютери, які підключені до мережі Інтернет, LSD-телевізор, цифровий фотоапарат, DVD-проравач, Web-камеру, копіювально –розмножувальну техніку.
Для збереження історичної спадщини нашого села та привернути увагу до бібліотеки, як до центру історичного, духовного життя нашої громади в 2012 році в приміщенні бібліотеки створена музейна експозиція «Збереження історичних пам'яток народу».

## Відомі люди
- Смородський Петро Володимирович - Полковник Армії УНР.
- Вихрик Олексій Іванович — воював на 2-му Прибалтійському фронті в 179-у та в 1152-у стрілецькому полку, рядовий. Нагороджений медалями «За Перемогу над Німеччиною», «Медаль Жукова», «Ветеран праці», орденами «За мужність», Вітчизняної війни ІІ ступеню.